# Затон-Долій
42°50′ пн. ш. 17°46′ сх. д. / 42.83° пн. ш. 17.76° сх. д.
Затон-Долій (хорв. Zaton Doli) — населений пункт у Хорватії, у Дубровницько-Неретванській жупанії у складі громади Стон.

## Населення
Населення за даними перепису 2011 року становило 61 осіб.
Динаміка чисельності населення поселення: